# Vai de Em@il a Pior

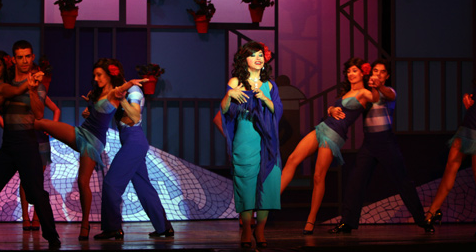
Momento musical, na revista Vai de Em@il a Pior, interpretado por Vanessa.

Vai de Em@il a Pior é uma peça de Francisco Nicholson que esteve em cena no Teatro Maria Vitória, no Parque Mayer. A peça, é uma revista à portuguesa e marca o regresso da atriz Florbela Queiroz, depois de dez anos fora dos palcos.

## A Revista
A revista faz uma crítica social e política, de forma cômica e satírica, a vários acontecimentos portugueses que decorreram entre os anos de 2010/11. A peça foi encenada e dirigida por Francisco Nicholson, e estreou na primeira semana de outubro (2010), no Teatro Maria Vitória, em Lisboa. Mário Raínho regressa à revista como autor, assinando os textos em parceria com Nicholson. A música é de autoria de José Cabeleira e Pedro Lima, e a coreografia de Marco de Camillis que assinou as das duas anteriores revistas, sendo que os figurinos são de Magda Cardoso.

## Elenco
Do elenco fazem parte Florbela Queiroz, Paulo Vasco, Carlos Queiroz, Vanessa, Joana Alvarenga, Cristina Aurélio, David Ventura, Mara Galinha (Mara Prates), João Duarte Costa e Élia Gonçalves (Élia Gonzalez). A atração do fado é Joana Baeta.